# Уорън (окръг, Мисисипи)
Окръг Уорън (на английски: Warren County) е окръг в щата Мисисипи, Съединени американски щати. Площта му е 1603 km², а населението - 48 773 души (2010). Административен център е град Виксбърг.